# ...Y mañana serán hombres
...Y mañana serán hombres es una película de Argentina dirigida por Carlos Borcosque (hijo) según su propio guion basado en el argumento de Eduardo G. Ursini que se estrenó el 19 de abril de 1979 y que tuvo como protagonistas a Antonio Grimau, Miguel Ángel Solá, Hugo Arana y Graciela Alfano. Es una nueva versión de la película homónima que dirigiera en 1939 el padre de Carlos Borcosque (hijo). 

## Sinopsis
Tres jóvenes que escaparon de un establecimiento penitenciario para menores deben volver cuando uno de ellos enferma de gravedad. Un nuevo director cambia el trato y va ganando de a poco la confianza de los menores que están allí internados.

## Reparto
- Antonio Grimau…Luis Molina, "Garufa"
- Miguel Ángel Solá…Esteban Fernández, "Loro"
- Hugo Arana…Oliva
- Graciela Alfano…Ana Fernández
- Gonzalo Urtizberea…Horacio Molina, "Mimoso"
- Marcelo Cao…Semilla
- Augusto Larreta…Ministro
- Jorge Sassi…Celador
- Roberto García Paz…Varela
- Roberto Merlino…Rubio
- Semillita…Presentador de boxeo
- Anita Lang
- Alberto Grader
- Pablo Dasso
- Max Berliner…Guardia en portería
- Raúl Rubino
- Horacio Yerbé
- César Mirada
- Juan Quetglas…Guardia 1
- Raúl Florido…Guardia 2
- Edgardo Rovezzi
- Eduardo Pardo
- Carlos Alberto Usay
- Eduardo Narvay
- Mirta Caprigliolo
- Miguel Core…Periodista
- Rachel Levelez
- Jorge Villoldo
- Oscar García
- Daniel Marcove…Interno
- Raúl Shalom
- Mario Filgueiras
- Carlos Romero
- Loana Muller
- Ricardo Canosa
- Fernando Cubero

## Comentario
Ángel Faretta en el diario Convicción se preguntaba: ¿Para qué una remake de Y mañana serán hombres en tanto Jorge Miguel Couselo en Clarín escribió que "Carlos Borcosque hijo debió replantear la obra de su padre". Por su parte el crítico Daniel López comentaba en La Opinión sobre este filme:

Pocas veces en el cine mundial la nueva versión de un film resultó tan fiel del original... en la letra y en el espíritu, ya que son mínimas las modificaciones introducidas por Borcosque junior, la mayoría de ellas referidos a toques sexuales.